# فانيسا كامبل
فانيسا كامبل (بالإنجليزية: Vanessa Campbell)‏ هي مغنية وممثلة أمريكية، ولدت في 24 يونيو 1953، وتوفيت في 25 أغسطس 2002.

## أعمال

### أفلام
- ماما ميا! لنذهب مرة أخرى[2][3]

## وصلات خارجية
- فانيسا كامبل على موقع IMDb (الإنجليزية)